# Scott Turner (Politiker)
Eric Scott Turner (* 26. Februar 1972 in Richardson, Texas) ist ein US-amerikanischer Unternehmer, Politiker und ehemaliger American-Football-Spieler, der von 2019 bis 2021 kommissarischer Direktor des White House Opportunity and Revitalization Council war. Zuvor war er von 2013 bis 2017 Abgeordneter der Republikaner im Repräsentantenhaus von Texas für den 33. Wahlbezirk, der Teile von Collin County und ganz Rockwall County umfasst. Bevor er in die Politik ging, spielte Turner acht Saisons lang als Cornerback in der National Football League (NFL).
Im November 2024 kündigte der designierte Präsident Donald Trump an, Turner als Minister für Wohnungsbau und Stadtentwicklung für sein zweites Kabinett zu nominieren. Am 5. Februar 2025 bestätigte der Senat seine Nominierung und er trat sein Amt an.